# Hirohito Shinohara
Hirohito Shinohara (født 30. november 1993) er en japansk fodboldspiller.
Han har spillet for flere forskellige klubber i sin karriere, herunder Renofa Yamaguchi FC og Fujieda MYFC.